# Мате Гранич
Ма́те Гра́нич (хорв. Mate Granić, нар. 19 вересня 1947, Башка-Вода, тоді СР Хорватія, СФР Югославія) — хорватський дипломат і політик, який входив до складу хорватського уряду протягом 1990-х рр.

## Життєпис

### Ранні роки
Гранич народився в селищі Башка-Вода в хорватській області Далмація. Ходив у початкову школу в рідному селищі, закінчив її в Макарській, потім гімназію в Спліті, а в 1971 р. — медичний факультет Загребського університету, ставши лікарем за професією. Спеціалізувався з внутрішніх хвороб та діабетології. Професійну медичну кар'єру будував у професора доктора Зденка Шкрабала, спільно з яким 1985 року заснував Інститут діабету ім. Вука Врховаца, який вважається одним з найкращих діабетичних закладів у цій частині Європи. У 1990 році став деканом медичного факультету, будучи наймолодшим деканом в історії Загребського університету. Працював запрошеним професором і лектором у Гарвардському медичному інституті, на медичному факультеті Мюнхенського університету і в фонді діабету штату Кентуккі та був радником Всесвітньої організації охорони здоров'я.

### Політична діяльність
1991 року Гранич заснував Управління у справах переміщених осіб і біженців, а також організував допомогу сотням тисяч переміщених осіб і біженців з Боснії і Герцеговини. З 31 липня 1991 року Гранич посів місце заступника голови хорватського уряду. Він був відповідальним за перемовини уряду Республіки Хорватія з колишньою Югославською народною армією про розблокування казарм і евакуацію з них та підписав 8 грудня 1991 року угоду про виведення ЮНА з Хорватії. 1992 року віце-прем'єр Гранич підписав документ про вступ Хорватії до НБСЄ. У 1993 р. включився в процес зупинення конфлікту в Боснії між хорватами та мусульманами. З 1 червня 1993 р. по 27 січня 2000 р. перебував на посаді міністра закордонних справ. Був членом Хорватського демократичного союзу і близьким соратником Франьо Туджмана. У 1994 р. як міністр закордонних справ був головним учасником переговорів, внаслідок яких підписав Вашингтонську та Віденську угоди. Був другою особою після Франьо Туджмана на переговорах 1995 року і підписав від імені Хорватії Дейтонські мирні угоди. Як міністр закордонних справ Гранич допомагав вести переговори про мирний договір між Хорватією, Боснією та Сербією і відвідав Сербію в 1996 році, підписавши Угоду про нормалізацію відносин з Союзною Республікою Югославією. У період із 6 вересня по 9 вересня 1996 р. Гранич уперше з офіційним візитом відвідав Україну. У 1997 р. підписав Угоду про вступ Хорватії до Ради Європи. 2000 року був кандидатом від ХДС на президентських виборах. У 2000—2003 рр. був головою Комітету з європейської інтеграції парламенту Хорватії.
У травні 2004 року за підозрілих обставин розпочато розслідування проти Мате Гранича за звинуваченням в отриманні хабарів. Загребський окружний суд 12 травня 2004 року звільнив його від обвинувачення, а хорватський Верховний суд 21 жовтня 2004 року відхилив апеляцію УПКОЗ та дійшов висновку, що в справі Гранич-Баго не було встановлено ніяких доказів для початку судового переслідування.
У листопаді 2005 року Гранич видав книгу VANJSKI POSLOVI — iza kulisa politike (Закордонні справи — за лаштунками політики), в якій розповідає про свій шлях від рідної Башка-Води до Банських дворів (резиденції уряду Хорватії) та всіх світових столиць, від крісла декана і головного парламентера в хорватських битвах за мир до його затримання і взяття під варту.

### Партійна кар'єра
Гранич вважався лідером поміркованого крила ХДС. Його метою як міністра закордонних справ було виправдати хорватську політику відносно Боснії і Країни та захистити Хорватію від санкцій ООН. Він робив це успішно, що в поєднанні з його м'яким характером зробило його одним з найпопулярніших політиків ХДС.
Його повсюдна популярність, природно, стала визначальною при виборі кандидата в президенти від партії після смерті президента Туджмана. У січні 2000 року Гранич вступив у передвиборну кампанію хорватських президентських виборів 2000 р., але зійшов з виборчих перегонів вже після першого туру, посівши третє місце з 22,5 % голосів. Він не був ні досвідченим борцем, ні природним  популістом, що, ймовірно, і призвело до його нищівної поразки.
Коли в кінці того місяця новий кабінет приступив до виконання своїх обов'язків, Гранич втратив посаду міністра закордонних справ. Згодом, Гранич очолив відколену фракцію ХДС, утворюючи в квітні 2000 р. Демократичний центр (ДЦ). Гранич вважав, що партія після смерті Туджмана опинилася в руках радикалів на чолі з колишнім консультантом Туджмана з внутрішньої політики Івічем Пашаличем, і саме тому він заснував нову партію.
Однак, не всі помірковані пішли за Граничем, і в 2002 році вони, нарешті, виграли запеклий внутріпартійний двобій з крайнім правим крилом. Колишній протеже Гранича Іво Санадер став керівником партії, і все це зробило ДЦ політично бляклим на тлі ХДС. В результаті, партія ледь пережила вибори 2003 року, здобувши лише одне місце в парламенті для депутатки Весни Шкаре-Ожболт, яка згодом стала міністром юстиції в уряді Санадера.
Після виборів Гранич покинув ДЦ і, здавалося б, відійшов від громадського життя. У 2004 році він заснував у Загребі консалтингову фірму під назвою «MAGRA Ltd». У 2005 р. він став спеціальним радником президії Хорватської партії права (ХПП).
На парламентських виборах 2007 року він очолював список ХПП у третьому виборчому блоці. Список не дістав жодного місця в парламенті.

### Сім'я
Гранич одружений, має трьох дітей. Його брат Горан Гранич — відомий хорватський політик, але на відміну від Мате Горан ліберал.